# Ellenberg (Rheinland-Pfalz)
Ellenberg ist eine Ortsgemeinde im Landkreis Birkenfeld in Rheinland-Pfalz. Sie gehört der Verbandsgemeinde Birkenfeld an.

## Geographie
Der Ort liegt wenige hundert Meter nordwestlich der Kreisstadt Birkenfeld im Hunsrück. Im Westen befindet sich Buhlenberg und im Norden Rinzenberg und Gollenberg.

## Geschichte
Ellenberg wurde im Jahr 1367 erstmals urkundlich erwähnt. Nachweisbare Namensformen waren „Elnberg“ (1415) und „Ellemberg“ (1438). Der Ort war Teil der Hinteren Grafschaft Sponheim. Von 1934 bis 1952 waren Ellenberg und das benachbarte Gollenberg in der Gemeinde Gollenberg-Ellenberg vereinigt.
Bevölkerungsentwicklung
Die Entwicklung der Einwohnerzahl von Ellenberg, die Werte von 1871 bis 1987 beruhen auf Volkszählungen:
| Jahr | Einwohner |
| 1815 | 87        |
| 1835 | 114       |
| 1871 | 103       |
| 1905 | 84        |
| 1939 | 75        |
| 1950 | 72        |

| Jahr | Einwohner |
| 1961 | 64        |
| 1970 | 64        |
| 1987 | 63        |
| 1997 | 52        |
| 2005 | 96        |
| 2023 | 88        |

## Politik

### Bürgermeister
Detlef Kamzela wurde 2014 Ortsbürgermeister von Ellenberg. Bei der Direktwahl im Mai 2019 wurde er für weitere fünf Jahre in seinem Amt bestätigt.
Kamzelas Vorgänger Peter Schmitt hatte das Amt seit 2002 ausgeübt, konnte sich bei der Wahl 2014 aber nicht erneut durchsetzen.
Kamzela wurde im Juni 2024 wiedergewählt.

### Wappen
| Wappen von Ellenberg | Blasonierung: „Im schräglinks geteilten Schild vorne rot-silbern geschacht, hinten in Grün ein liegender goldener Hammer, darüber drei schräggestellte goldene Ähren.“ |
| Wappen von Ellenberg | |

## Wirtschaft und Infrastruktur

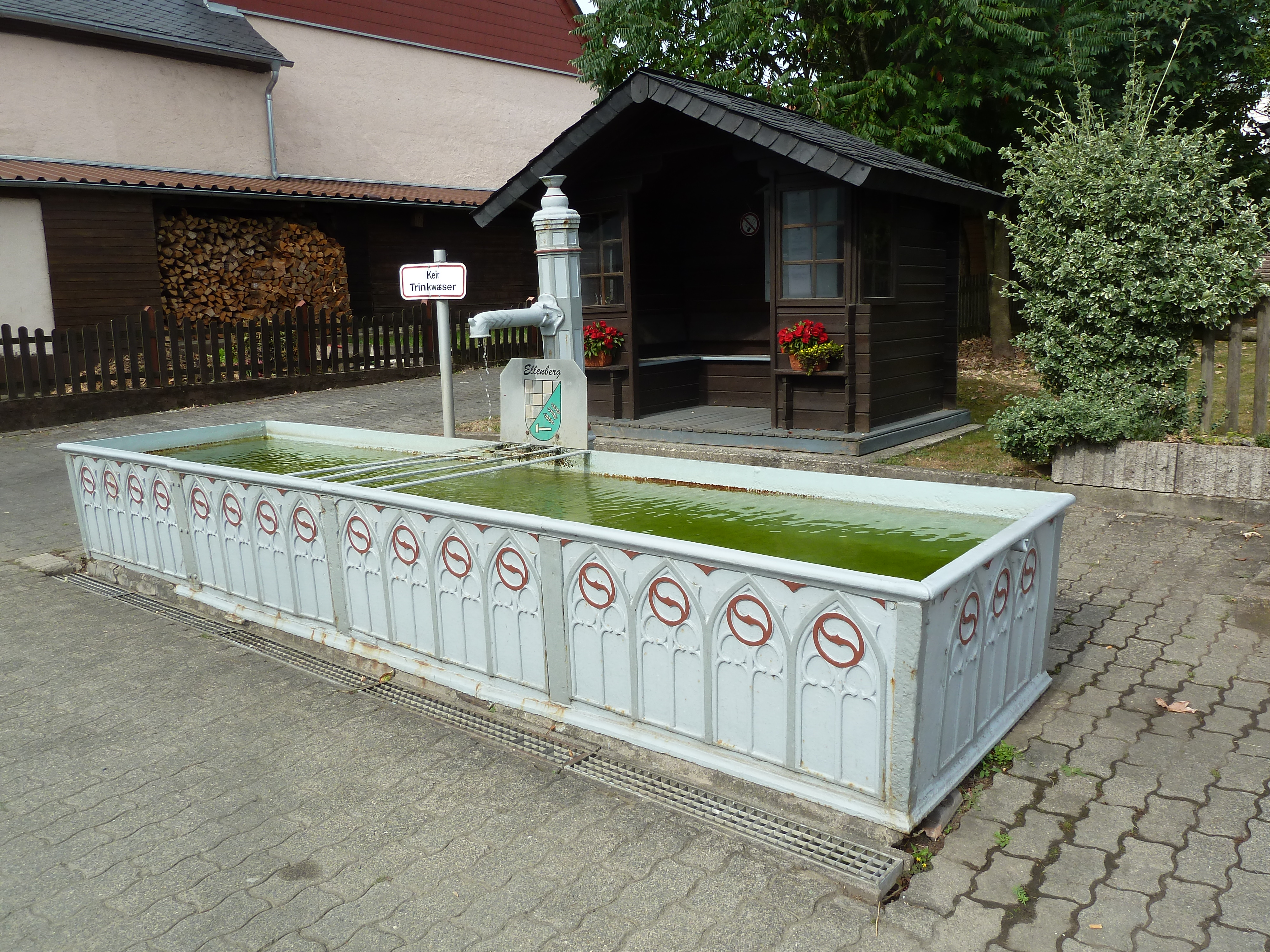
Dorfbrunnen

Durch den Ort verläuft die Bundesstraße 269, die auch im Süden zur Bundesautobahn 62 führt. In Neubrücke ist ein Bahnhof der Bahnstrecke Bingen–Saarbrücken.